# فرانك هامبتون مكفادين
فرانك هامبتون مكفادين (بالإنجليزية: Frank Hampton McFadden)‏ هو قاضي ومحامي أمريكي، ولد في 20 نوفمبر 1925 في أكسفورد في الولايات المتحدة.